# 18132 Спектор
18132 Спектор (18132 Spector) — астероїд головного поясу, відкритий 30 липня 2000 року.
Тіссеранів параметр щодо Юпітера — 3,573.